# Taufbecken (Glaignes)

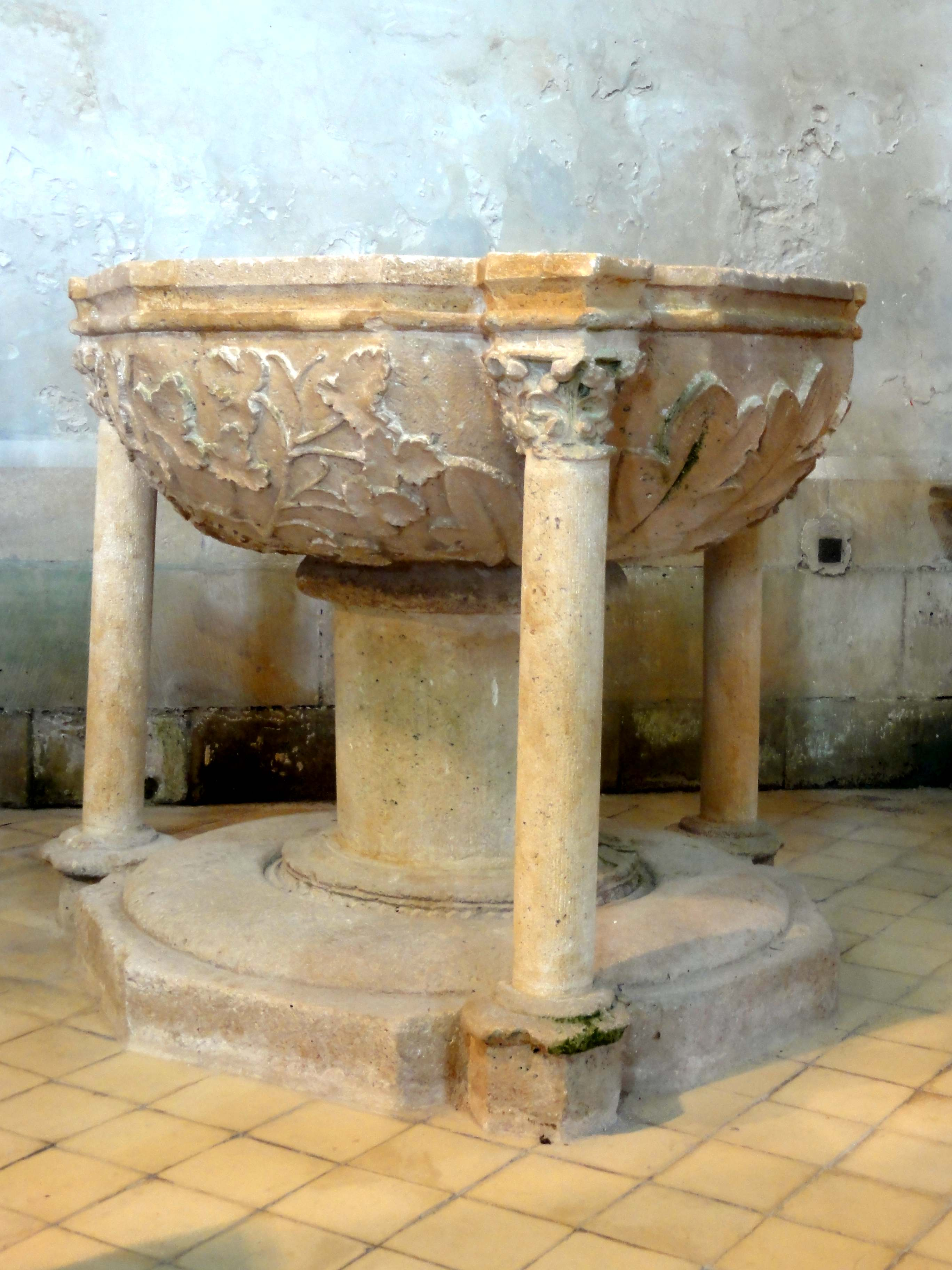
Taufbecken in Glaignes

Das Taufbecken in der katholischen Pfarrkirche Notre-Dame-Ste-Marguerite in Glaignes, einer französischen Gemeinde im Département Oise in der Region Hauts-de-France, wurde Mitte des 13. Jahrhunderts geschaffen. 
Im Jahr 1913 wurde das gotische Taufbecken als Monument historique in die Liste der geschützten Objekte (Base Palissy) in Frankreich aufgenommen.
Das Taufbecken aus Stein steht auf einem neuneckigen Sockel, auf dem drei Säulen enden. Dieser ist mit dem neuneckigen Taufbecken durch eine Mittelsäule verbunden. Die Kapitelle der Säulen und das Becken sind mit einem Relief aus Blattmotiven geschmückt.